# Myiarchus tuberculifer
Myiarchus tuberculifer е вид птица от семейство Tyrannidae. Видът е незастрашен от изчезване.

## Разпространение
Разпространен е в Аржентина, Белиз, Боливия, Бразилия, Колумбия, Коста Рика, Еквадор, Ел Салвадор, Френска Гвиана, Гватемала, Гвиана, Хондурас, Мексико, Никарагуа, Панама, Перу, Суринам, Тринидад и Тобаго, САЩ и Венецуела.